# برايان كريستانتي
 برايان كريستانتي (بالإيطالية: Bryan Cristante)‏ (مواليد 3 مارس 1995) هو لاعب كرة قدم إيطالي يلعب لصالح نادي روما الإيطالي منذ 2019 في مركز الوسط المدافع.
يعتبر برايان كريستانتي من خريجي أكاديمية إيه سي ميلان بريميفيرا، فقد انتقل إليهم بعمر الخامسة عشر (في 2009) ولعب معهم في جميع المراحل السنية إلى أن تم تصعيده للفريق الأول في 2013. أيضا شارك كريستانتي مع المنتخب الإيطالي لكرة القدم بمراحله تحت 16 وتحت 17 وتحت 18 وتحت 19.

## روابط خارجية
- برايان كريستانتي على موقع الاتحاد الأوربي (الإنجليزية)
- برايان كريستانتي على موقع إي إس بي إن إف سي (الإنجليزية)
- برايان كريستانتي على موقع قاعدة بيانات كرة القدم.إي يو (الإنجليزية)
- برايان كريستانتي على موقع ليكيب (الفرنسية)
- برايان كريستانتي على موقع ناشيونال فوتبول تيمز (الإنجليزية)
- برايان كريستانتي على موقع Soccerbase.com (لاعب) (الإنجليزية)
- برايان كريستانتي على موقع Soccerway.com (الإنجليزية)
- برايان كريستانتي على موقع عالم كرة القدم.نت (الإنجليزية)
- برايان كريستانتي على موقع كووورة
- برايان كريستانتي على موقع AS.com (الإسبانية)